# Collegio di Chesham and Amersham
Chesham and Amersham è un collegio elettorale inglese situato nel Buckinghamshire rappresentato alla Camera dei comuni del parlamento del Regno Unito. Elegge un membro del parlamento con il sistema maggioritario a turno unicol'attuale parlamentare è Sarah Green dei Liberal Democratici, che rappresenta il collegio dal 2021.

## Estensione

Chesham and Amersham dal2010 al 2024

- 1974-1983: il distretto urbano di Chesham e il distretto rurale di Amersham.
- 1983-1997: i ward del distretto di Chiltern di Amersham Common, Amersham-on-the-Hill, Amersham Town, Asheridge Vale, Ashley Green and Latimer, Austenwood, Chalfont Common, Chalfont St Giles, Chalfont St Peter Central, Chartridge, Chenies, Chesham Bois and Weedon Hill, Cholesbury and The Lee, Coleshill and Penn Street, Gold Hill, Hilltop, Holmer Green, Little Chalfont, Little Missenden, Lowndes, Newtown, Penn, Pond Park, St Mary's, Seer Green and Jordans, Townsend e Waterside e i ward del distretto di Wycombe di Hazlemere North e Hazlemere South.
- 1997-2010: tutti i ward del distretto di Chiltern eccetto i ward di Ballinger and South Heath, Great Missenden e Prestwood and Heath End, e i ward del distretto di Wycombe di Hazlemere Central, Hazlemere East e Hazlemere West.
- 2010-2024: i ward del distretto di Chiltern di Amersham Common, Amersham-on-the-Hill, Amersham Town, Asheridge Vale and Lowndes, Ashley Green, Latimer and Chenies, Austenwood, Ballinger, South Heath and Chartridge, Central, Chalfont Common, Chalfont St Giles, Chesham Bois and Weedon Hill, Cholesbury, The Lee and Bellingdon, Gold Hill, Great Missenden, Hilltop and Townsend, Holmer Green, Little Chalfont, Little Missenden, Newtown, Penn and Coleshill, Prestwood and Heath End, Ridgeway, St Mary’s and Waterside, Seer Green e Vale.
- dal 2024: i ward del distretto del Buckinghamshire di Amersham and Chesham Bois, Chalfont St. Giles, Chalfont St. Peter, Chesham, Chess Valley, Chiltern Ridges (distretti elettorali CD e CDA), Denham (distretto elettorale SGE), Gerrards Cross (distretti elettorali SGN e SGS), Hazlemere,  Little Chalfont and Amersham Common e Penn Wood and Old Amersham.

Il collegio si trova nel Buckinghamshire, e coincide all'incirca con il distretto di Chiltern. Comprende le città di Chesham e Amersham e i vicini villaggi rurali all'interno dell'area verde metropolitana, e comprende anche in parte le Chiltern Hills. L'area è collegata al centro di Londra dalla Metropolitan line della Metropolitana di Londra e con la ferrovia Londra—Aylesbury operata dalla Chiltern Railways. Il collegio è anche vicino alla Motorway M40 ed è stato uno dei collegi sicuri per i conservatori finché non è stato conquistato dai Liberal Democratici nel 2021; è abitato da molti ricchi professionisti e pendolari verso Londra.

## Membri del parlamento
| Elezione | Elezione      | Deputato    | Partito      |
| -------- | ------------- | ----------- | ------------ |
|          | Feb 1974      | Ian Gilmour | Conservatore |
| 1992     | Cheryl Gillan |             | Conservatore |
|          | 2021 (S)      | Sarah Green | Lib Dem      |

## Elezioni

### Elezioni negli anni 2020
| Partito                    | Partito                              | Candidato                  | Risultati 4 luglio 2024 | Risultati 4 luglio 2024 |
| Partito                    | Partito                              | Candidato                  | Voti                    | %                       |
| -------------------------- | ------------------------------------ | -------------------------- | ----------------------- | ----------------------- |
|                            | Lib Dem                              | Sarah Green                | 24 422                  | 44,85                   |
|                            | Conservatore                         | Gareth Williams            | 18 971                  | 34,84                   |
|                            | Reform UK                            | Laurence Jarvis            | 5 310                   | 9,75                    |
|                            | Laburista                            | Chris Chilton              | 3 502                   | 6,43                    |
|                            | Verdi                                | Justine Fulford            | 1 673                   | 3,07                    |
|                            | Workers                              | Muhammad Pervez Khan       | 466                     | 0,86                    |
|                            | Heritage                             | Julian Foster              | 111                     | 0,20                    |
|                            |                                      |                            |                         |                         |
| Iscritti                   | Iscritti                             | Iscritti                   | 74 889                  | 100,00                  |
| ↳ Votanti (% su iscritti)  | ↳ Votanti (% su iscritti)            | ↳ Votanti (% su iscritti)  | 54 455                  | 72,71                   |
| ↳ Astenuti (% su iscritti) | ↳ Astenuti (% su iscritti)           | ↳ Astenuti (% su iscritti) | 20 434                  | 27,29                   |
|                            |                                      |                            |                         |                         |
|                            | Esito: collegio confermato a Lib Dem |                            |                         |                         |

| Partito                    | Partito                                         | Candidato                  | Risultati 17 giugno 2021 | Risultati 17 giugno 2021 |
| Partito                    | Partito                                         | Candidato                  | Voti                     | %                        |
| -------------------------- | ----------------------------------------------- | -------------------------- | ------------------------ | ------------------------ |
|                            | Lib Dem                                         | Sarah Green                | 21 517                   | 56,69                    |
|                            | Conservatore                                    | Peter Fleet                | 13 489                   | 35,54                    |
|                            | Verdi                                           | Carolyne Culver            | 1 480                    | 3,90                     |
|                            | Laburista                                       | Natasa Pantelic            | 622                      | 1,64                     |
|                            | Reform UK                                       | Alex Wilson                | 414                      | 1,09                     |
|                            | Breakthrough Party                              | Carla Gregory              | 197                      | 0,52                     |
|                            | Freedom Alliance                                | Adrian Oliver              | 134                      | 0,35                     |
|                            | Rejoin EU                                       | Brendan Donnelly           | 101                      | 0,27                     |
|                            |                                                 |                            |                          |                          |
| Iscritti                   | Iscritti                                        | Iscritti                   | 72 828                   | 100,00                   |
| ↳ Votanti (% su iscritti)  | ↳ Votanti (% su iscritti)                       | ↳ Votanti (% su iscritti)  | 37 954                   | 52,11                    |
| ↳ Astenuti (% su iscritti) | ↳ Astenuti (% su iscritti)                      | ↳ Astenuti (% su iscritti) | 34 874                   | 47,89                    |
|                            |                                                 |                            |                          |                          |
|                            | Esito: collegio passa da Conservatore a Lib Dem |                            |                          |                          |

### Elezioni negli anni 2010
| Partito                    | Partito                                   | Candidato                  | Risultati 12 dicembre 2019 | Risultati 12 dicembre 2019 |
| Partito                    | Partito                                   | Candidato                  | Voti                       | %                          |
| -------------------------- | ----------------------------------------- | -------------------------- | -------------------------- | -------------------------- |
|                            | Conservatore                              | Cheryl Gillan              | 30 850                     | 55,40                      |
|                            | Lib Dem                                   | Dan Gallagher              | 14 627                     | 26,27                      |
|                            | Laburista                                 | Matt Turmaine              | 7 166                      | 12,87                      |
|                            | Verdi                                     | Alan Booth                 | 3 042                      | 5,46                       |
|                            |                                           |                            |                            |                            |
| Iscritti                   | Iscritti                                  | Iscritti                   | 72 542                     | 100,00                     |
| ↳ Votanti (% su iscritti)  | ↳ Votanti (% su iscritti)                 | ↳ Votanti (% su iscritti)  | 55 978                     | 77,17                      |
| ↳ Astenuti (% su iscritti) | ↳ Astenuti (% su iscritti)                | ↳ Astenuti (% su iscritti) | 16 564                     | 22,83                      |
|                            |                                           |                            |                            |                            |
|                            | Esito: collegio confermato a Conservatore |                            |                            |                            |

| Partito                    | Partito                                   | Candidato                  | Risultati 8 giugno 2017 | Risultati 8 giugno 2017 |
| Partito                    | Partito                                   | Candidato                  | Voti                    | %                       |
| -------------------------- | ----------------------------------------- | -------------------------- | ----------------------- | ----------------------- |
|                            | Conservatore                              | Cheryl Gillan              | 33 514                  | 60,66                   |
|                            | Laburista                                 | Nina Dluzewska             | 11 374                  | 20,59                   |
|                            | Lib Dem                                   | Peter Jones                | 7 179                   | 12,99                   |
|                            | Verdi                                     | Alan Booth                 | 1 660                   | 3,00                    |
|                            | UKIP                                      | David Meacock              | 1 525                   | 2,76                    |
|                            |                                           |                            |                         |                         |
| Iscritti                   | Iscritti                                  | Iscritti                   | 71 662                  | 100,00                  |
| ↳ Votanti (% su iscritti)  | ↳ Votanti (% su iscritti)                 | ↳ Votanti (% su iscritti)  | 55 252                  | 77,10                   |
| ↳ Astenuti (% su iscritti) | ↳ Astenuti (% su iscritti)                | ↳ Astenuti (% su iscritti) | 16 410                  | 22,90                   |
|                            |                                           |                            |                         |                         |
|                            | Esito: collegio confermato a Conservatore |                            |                         |                         |

| Partito                    | Partito                                   | Candidato                  | Risultati 7 maggio 2015 | Risultati 7 maggio 2015 |
| Partito                    | Partito                                   | Candidato                  | Voti                    | %                       |
| -------------------------- | ----------------------------------------- | -------------------------- | ----------------------- | ----------------------- |
|                            | Conservatore                              | Cheryl Gillan              | 31 138                  | 59,05                   |
|                            | UKIP                                      | Alan Stevens               | 7 218                   | 13,69                   |
|                            | Laburista                                 | Ben Davies                 | 6 712                   | 12,73                   |
|                            | Lib Dem                                   | Kirsten Johnson            | 4 761                   | 9,03                    |
|                            | Verdi                                     | Gill Walker                | 2 902                   | 5,50                    |
|                            |                                           |                            |                         |                         |
| Iscritti                   | Iscritti                                  | Iscritti                   | 72 532                  | 100,00                  |
| ↳ Votanti (% su iscritti)  | ↳ Votanti (% su iscritti)                 | ↳ Votanti (% su iscritti)  | 52 731                  | 72,70                   |
| ↳ Astenuti (% su iscritti) | ↳ Astenuti (% su iscritti)                | ↳ Astenuti (% su iscritti) | 19 801                  | 27,30                   |
|                            |                                           |                            |                         |                         |
|                            | Esito: collegio confermato a Conservatore |                            |                         |                         |

| Partito                    | Partito                                   | Candidato                  | Risultati 6 maggio 2010 | Risultati 6 maggio 2010 |
| Partito                    | Partito                                   | Candidato                  | Voti                    | %                       |
| -------------------------- | ----------------------------------------- | -------------------------- | ----------------------- | ----------------------- |
|                            | Conservatore                              | Cheryl Gillan              | 31 658                  | 60,37                   |
|                            | Lib Dem                                   | Tim Starkey                | 14 948                  | 28,50                   |
|                            | Laburista                                 | Anthony Gajadharsingh      | 2 942                   | 5,61                    |
|                            | UKIP                                      | Alan Stevens               | 2 129                   | 4,06                    |
|                            | Verdi                                     | Nick Wilkins               | 767                     | 1,46                    |
|                            |                                           |                            |                         |                         |
| Iscritti                   | Iscritti                                  | Iscritti                   | 70 300                  | 100,00                  |
| ↳ Votanti (% su iscritti)  | ↳ Votanti (% su iscritti)                 | ↳ Votanti (% su iscritti)  | 52 444                  | 74,60                   |
| ↳ Astenuti (% su iscritti) | ↳ Astenuti (% su iscritti)                | ↳ Astenuti (% su iscritti) | 17 856                  | 25,40                   |
|                            |                                           |                            |                         |                         |
|                            | Esito: collegio confermato a Conservatore |                            |                         |                         |

### Elezioni negli anni 2000
| Partito                    | Partito                                   | Candidato                  | Risultati 5 maggio 2005 | Risultati 5 maggio 2005 |
| Partito                    | Partito                                   | Candidato                  | Voti                    | %                       |
| -------------------------- | ----------------------------------------- | -------------------------- | ----------------------- | ----------------------- |
|                            | Conservatore                              | Cheryl Gillan              | 25 619                  | 54,40                   |
|                            | Lib Dem                                   | John Ford                  | 11 821                  | 25,10                   |
|                            | Laburista                                 | Rupa Huq                   | 6 610                   | 14,03                   |
|                            | Verdi                                     | Nick Wilkins               | 1 656                   | 3,52                    |
|                            | UKIP                                      | David Samuel-Camps         | 1 391                   | 2,95                    |
|                            |                                           |                            |                         |                         |
| Iscritti                   | Iscritti                                  | Iscritti                   | 69 260                  | 100,00                  |
| ↳ Votanti (% su iscritti)  | ↳ Votanti (% su iscritti)                 | ↳ Votanti (% su iscritti)  | 47 097                  | 68,00                   |
| ↳ Astenuti (% su iscritti) | ↳ Astenuti (% su iscritti)                | ↳ Astenuti (% su iscritti) | 22 163                  | 32,00                   |
|                            |                                           |                            |                         |                         |
|                            | Esito: collegio confermato a Conservatore |                            |                         |                         |

| Partito                    | Partito                                   | Candidato                  | Risultati 7 giugno 2001 | Risultati 7 giugno 2001 |
| Partito                    | Partito                                   | Candidato                  | Voti                    | %                       |
| -------------------------- | ----------------------------------------- | -------------------------- | ----------------------- | ----------------------- |
|                            | Conservatore                              | Cheryl Gillan              | 22 867                  | 50,50                   |
|                            | Lib Dem                                   | Tim Starkey                | 10 985                  | 24,26                   |
|                            | Laburista                                 | Kenneth Hulme              | 8 497                   | 18,76                   |
|                            | UKIP                                      | Ian Harvey                 | 1 367                   | 3,02                    |
|                            | Verdi                                     | Nick Wilkins               | 1 114                   | 2,46                    |
|                            | ProLife Alliance                          | Gillian Duval              | 453                     | 1,00                    |
|                            |                                           |                            |                         |                         |
| Iscritti                   | Iscritti                                  | Iscritti                   | 69 989                  | 100,00                  |
| ↳ Votanti (% su iscritti)  | ↳ Votanti (% su iscritti)                 | ↳ Votanti (% su iscritti)  | 45 283                  | 64,70                   |
| ↳ Astenuti (% su iscritti) | ↳ Astenuti (% su iscritti)                | ↳ Astenuti (% su iscritti) | 24 706                  | 35,30                   |
|                            |                                           |                            |                         |                         |
|                            | Esito: collegio confermato a Conservatore |                            |                         |                         |

## Risultati dei referendum

### Referendum sulla permanenza del Regno Unito nell'Unione europea del 2016
|             | Collegio             | Lasciare UE % | Rimanere in UE % |
| ----------- | -------------------- | ------------- | ---------------- |
|             | Chesham and Amersham | 45,0%         | 55,0%            |
|             | Inghilterra          | 53,3%         | 46,7%            |
| Regno Unito | 51,9%                | 48,1%         |                  |